# Fouriérisme

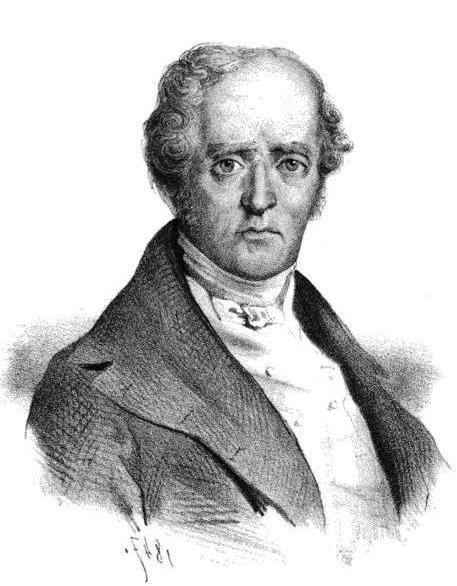
François Marie Charles Fourier (1772-1837).

Le fouriérisme est l’ensemble des idées économiques, politiques et sociales de Charles Fourier et de ses disciples. Les contemporains politiques, puis les érudits, ont ensuite associé l’ensemble des idées de Fourier à une forme de socialisme utopique.
Le fouriérisme englobe d’une part le système d'idées de Charles Fourier,  mais aussi le mouvement social et politique généré par ces idées et les essais partiels de mise en pratique.

## Le système d'idées
Charles Fourier a cherché à identifier la force fondamentale du développement social, qu'il appelle l’attraction passionnée  (par analogie avec l’attraction universelle modélisée par Isaac Newton). Il écrit aussi que  « Les attractions sont proportionnelles aux destinées », une formule gravée sur sa tombe au cimetière Montparnasse par ses disciples. Nos désirs, nos passions, doivent être  considérés comme un indice de notre destinée.  Il pense que la structure du monde, son système économique, politique et social, empêche l'humanité de poursuivre ses passions individuelles et de parvenir à une harmonie universelle. Plutôt que de chercher à modeler les individus pour qu'ils s'adaptent à la forme existante de la vie économique, politique et sociale,  but traditionnel de l'éducation et de ce qui est appelé le processus de socialisation, il veut modifier les formes de la vie économique, politique et sociale  pour les adapter aux passions inhérentes des individus,,. Il imagine de créer des lieux de vie pour des communautés vivants en harmonie, les phalanstères. Il s’écarte de bien des penseurs socialistes , en ne prônant pas une société égalitaire, craignant l’uniformisation et une rationalisation moralisatrice dont il a pu voir les effets à l’époque de la Terreur. Il convient donc pour lui de combiner les différences pour faire émerger des possibilités nouvelles. Il veut aussi généraliser l’accès à un certain art de vivre et à une certaine opulence. Ses théories ont attiré l’attention de bien des penseurs du socialisme, notamment Karl Marx et Friedrich Engels. Si ces derniers ont critiqué certains éléments de ses théories, jugées utopiques, ils en ont salué d’autres volets. Ainsi, ils écrivent que « les considérations de Fourier sur l’éducation […] représentent de loin ce qu’il y a de mieux dans le genre et contiennent des observations tout à fait géniales ». De façon plus générale, Engels a également écrit de son œuvre:« Nous mettons notre joie à y rechercher les germes d'une pensée géniale que masque une enveloppe fantastique ».
Les théories de Charles Fourier restent en partie méconnues. Certaines œuvres ont été publiées très tardivement, alors qu’elles éclairent des éléments importants de sa pensée. Ainsi, Le Nouveau Monde amoureux, écrit en 1816 est resté inédit jusqu'en 1967.

## Mises en pratique
La mise en pratique partielle d’idées fouriéristes, et particulièrement du fonctionnement en phalanstère, s’est faite en grande partie après sa mort, un peu partout dans le monde, mais notamment en France et aux États-Unis, au Texas, où ses adeptes ont investi beaucoup d'argent, apparemment sans succès.
Une des plus longues mises en pratique d’une partie de ses idées a été initialisée par un entrepreneur français, Jean-Baptiste André Godin dans la deuxième moitié du XIXe siècle via une expérience de familistère,  associée à l’entreprise Godin, une industrie de fonderie et de fabrication de matériels en fontes, notamment de matériels de chauffage et des cuisinières (entreprise rachetée en 1970 par la société Le Creuset).

## Mouvement fouriériste
Le mouvement fouriériste connaît un léger élan aux États-Unis au milieu des années 1840 en raison principalement des efforts d'Albert Brisbane. Ce mouvement est brièvement relancé au milieu des années 1850 par un disciple français de Fourier, Victor Considerant, au Texas dans les années 1850.